# Vehkajärvi (sjö, lat 61,05, long 23,25)
Vehkajärvi är en sjö i Finland. Den ligger i kommunen Pungalaitio i landskapet Birkaland, i den södra delen av landet, 130 km nordväst om huvudstaden Helsingfors. Vehkajärvi ligger 95,1 meter över havet. I omgivningarna runt Vehkajärvi växer i huvudsak blandskog. Den är 8 meter djup. Arean är 1,93 kvadratkilometer och strandlinjen är 11,46 kilometer lång. Sjön  ingår i Kumo älvs huvudavrinningsområde. 